# مادر سیلویا
" مادر سیلویا (به انگلیسی: Sylvia's Mother) " تک آهنگی از دکتر هوک و مدیسن شو محصول 1972 و اولین آهنگ موفق این گروه است. ترانهٔ‌ این اثر توسط شل سیلورستاین و به تهیه‌کنندگی ران هافکین در ایالات متحده با اقبال بسیار چشمگیری مواجه شد و به رتبهٔ پنجم جدول تک‌آهنگ‌های بیلبورد(در کنار « چشم‌های سکسی » از آلبوم « گاهی برنده می‌شوی » برای بهترین اجرای گروه،)  و همچنین شمارهٔ 1 در ایرلند و شمارهٔ 2 در بریتانیا دست یافت. این آهنگ سه هفته در رتبهٔ اول جدول موسیقی استرالیا قرار گرفت،  و آن را در سال ۱۹۷۲ به پانزدهمین تک‌آهنگ رتبه‌بندی سال استرالیا تبدیل کرد. این آهنگ همچنین در افریقای جنوبی به رتبهٔ 1 رسید که سومین آهنگ رتبه بندی سال بود. آهنگ مادر سیلویا در اولین آلبوم این گروه، با عنوان دکتر هوک قرار گرفته است.

## پس زمینه آهنگ
«مادر سیلویا» یک اثر زندگی‌نامه‌ای است و شل سیلورستاین در آن برای بیان تلاش ناموفق خود در احیای یک رابطهٔ ناموفق استفاده می‌کند. سیلورستاین عاشق زنی به نام سیلویا پاندولفی بود، اما این زن بعداً با مرد دیگری نامزد کرد و عاقبت به عنوان متصدی موزه در موزه هنر کریلو گیل در مکزیکوسیتی اشتغال یافت.      سیلورستاین که از ادامهٔ رابطه با سیلویا ناامید شده بود، با مادر او، لوئیزا، تماس گرفت، اما مادرش به او گفت که این عشق به پایان رسیده است. 